# Parafia Stygmatów św. Franciszka z Asyżu w Krakowie
Parafia Stygmatów św. Franciszka z Asyżu w Krakowie – parafia rzymskokatolicka należąca do dekanatu Kraków-Krowodrza archidiecezji krakowskiej w Bronowicach Wielkich przy ulicy Ojcowskiej. Została utworzona w 1909 r. Kościół parafialny wybudowany w latach 1975-1985, poświęcony w 1985, konsekrowany w 2002 r. Przy kościele parafialnym znajduje się Wyższe Seminarium Duchowne Braci Mniejszych.

## Historia parafii
W 1909 r. franciszkanie z klasztoru św. Kazimierza w Krakowie nabyli dom i ogród w podkrakowskiej wsi Bronowice Wielkie. Równocześnie za zgodą Kurii Biskupiej objęli pieczę duszpasterską nad wybudowaną w roku 1895 przez Jana Władysława Fischera kaplicę św. Franciszka. W tymże roku, dnia 7 października, biskup krakowski kardynał Jan Duklan Puzyna utworzył przy kaplicy ekspozyturę parafialną, częściowo zależną od parafii św. Szczepana w Krakowie.
Dostawiona do kaplicy drewniana przybudówka służyła potrzebom kultu religijnego przez ok. 40 lat. Wymagała jednak gruntownego remontu, dlatego w 1973 r. rozpoczęto starania o pozwolenie na rozbudowę kościoła. Wbrew przewidywaniom władze miejskie stosunkowo szybko wyraziły zgodę i latem 1975 r. przystąpiono do właściwych prac. Rozbudowa kościoła według projektu mgra inż. arch. Antoniego Mazura prowadzona była systemem gospodarczym, przy czynnej pomocy parafian i zakonników. Bryłę świątyni parafialnej zniesiono w latach 1975–1979, do 1981 r. trały prace wykończeniowe.
W roku 2000 postawiono nową dzwonnicę. Konsekracji kościoła dokonał ks. kard. Franciszek Macharski.

## Wspólnoty parafialne
- Róże Żywego Różańca
- Franciszkański Zakon Świeckich
- Duszpasterska Rada parafialna
- Grupa Charytatywna
- Chór parafialny
- Służba liturgiczna
- Scholka dziecięca

## Zasięg parafii
Terytorium parafii obejmuje ulice: Budrysów, Chełmońskiego, Na polach, Ojcowską, Pasternik, Radzikowskiego, Stawową, Stelmachów, Sosnowiecką i Szarotki.